# سامانه رنین-آنژیوتانسین
سامانه رنین-آنژیوتانسین (به انگلیسی: renin-angiotensin system) یا به عبارت بهتر سامانه رنین-آنژیوتانسین-آلدوسترون (RAAS) یک سامانه هورمونی است که فشارخون و تعادل آب (مایعات بدن) را تنظیم می‌کند.

زمانی که حجم خون کم است، سلول‌های نزدیک‌گلومرولی (به انگلیسی: Juxtaglomerular) در کلیه‌ها، پیش‌رنین (Prorenin) خود را فعال می‌کنند و مستقیماً رنین را به گردش خون ترشح می‌کنند.

خود رنین یک آنزیم است، نه یک فعال‌کنندهٔ عروق (Vasoactive). رنین با تأثیر آنزیمی بر یک پروتئین پلاسمایی دیگر که گلوبولینی به نام سوبسترای رنین (آنژیوتانسینوژن) است، باعث ایجاد یک پپتید ۱۰ اسیدآمینه‌ای می‌شود که آنژیوتانسین I نام دارد. آنژیوتانسین I خصوصیات خفیف منقبض‌کنندهٔ عروق دارد، ولی برای ایجاد تغییرات شدید در عملکرد گردش خون کافی نیست. رنین به مدت نیم تا یک ساعت در خون می‌ماند و در طول این زمان، مقادیر بیشتری آنژیوتانسین I تولید می‌کند.

ظرف چند ثانیه تا چند دقیقه پس از تولید آنژیوتانسین I، دو اسیدآمینهٔ دیگر هم از آنژیوتانسین I جدا می‌شوند و در نتیجه یک پپتید ۸ اسیدآمینه‌ای به نام آنژیوتانسین II تولید می‌شود. تقریباً کل این تبدیل که در هنگام عبور خون از مویرگ‌های کوچک ریه انجام می‌شود، توسط آنزیمی به نام آنزیم مبدل آنژیوتانسین (ACE) که در اندوتلیوم عروق ریوی قرار دارد، کاتالیز می‌شود. آنزیوتانسین II علاوه بر این که در ریه‌ها ایجاد می‌شود، در بافت‌های دیگری از قبیل کلیه‌ها نیز به صورت موضعی و هم‌چنان توسط آنزیم مبدل تولید می‌شود.
آنژیوتانسین II به دو روش باعث افزایش فشار خون می‌شود. یکی این که آنژیوتانسین II به تنهایی یک منقبض‌کنندهٔ عروق فوق‌العاده قوی است و باعث انقباض عروق به شکل شدید در شریانچه‌ها و با شدت خیلی کم‌تر در وریدها می‌شود که این انقباض باعث افزایش مقاومت محیطی می‌شود. روش دیگر، کاهش دفع نمک و آب از کلیه‌ها است. در روش دوم علاوه بر این که آنژیوتانسین II می‌تواند مستقیماً بر کلیه‌ها اثر کرده و باعث احتباس آب و نمک شود، موجبات ترشح هورمون آلدوسترون از غدد فوق‌کلیه را نیز فراهم می‌کند. آلدوسترون به نوبهٔ خود، بازجذب نمک و آب توسط توبول‌های کلیوی را افزایش می‌دهد.

سامانه رنین-آنژیوتانسین-آلدوسترون